# シルヴィサウルス
シルヴィサウルス（学名：Silvisaurus　"森林のトカゲ"の意味（ラテン語：silva、「森林」、古代ギリシア語：σαυροσ、sauros、「トカゲ」から派生））は、前期白亜紀から後期白亜紀にかけ北米カンザス州周辺に生息していたノドサウルス科の曲竜類恐竜である。これはカンザス州で命名された数少ない恐竜の一つであり、2023年に公式の州陸上化石に指定された。

## 発見と種
この種の化石は1950年代に、カンザス州オタワ郡ウェルスの牧場主ウォーレン・H.コンドレイによって発見された。コンドレイはカンザス大学の学長、フランクリン・デイビッド・マーフィ（en）に指導してもらえるように、フランク・カールソン（en）上院議員に知らせた。マーフィーは化石を調査するために、カンザス大学博物館の古脊椎動物部門のプレパレーターであるラッセル・R.キャンプを派遣した。1955年7月、キャンプはコンドレイの助けを借り恐竜の骨格を発掘した。化石はキャンプとGlenn H. Marihughによりさらにクリーニングされ、1961年に同じくカンザス大学のセオドア・H.イートン・ジュニアにより新属シルヴィサウルスのタイプ種シルヴィサウルス・コンドライ（Silvisaurus condrayi）として命名、記載された。属名はラテン語で「森林」を意味するsilvaに由来し、この恐竜が密集した森の中に生息していたという考えに基づく。種小名は発見者のコンドレイに献名されている。現在のところシルヴィサウルス属にはタイプ種のみが含まれる。
ホロタイプ標本KU 10296はカンザス州のダコタ累層（en ）のテラコッタクレイメンバー（en）（アルビアン後期-セノマニアン前期）の露頭で発見され、頭骨を含む不完全な骨格から構成されている。この標本に含まれるのは下顎骨、8個の頸椎、10個の胴椎、6個の仙椎、3個の尾椎、左側の恥骨の断片、右大腿骨の下端、および後肢の末節骨である。体の装甲のプレートとスパイクが追加で発見されている。干上がった川底で晒され、牛に踏みつけられているため化石の保存状態は悪い。一部の要素は印象化石や天然のキャストとして残っているだけである。

## 純古生物学

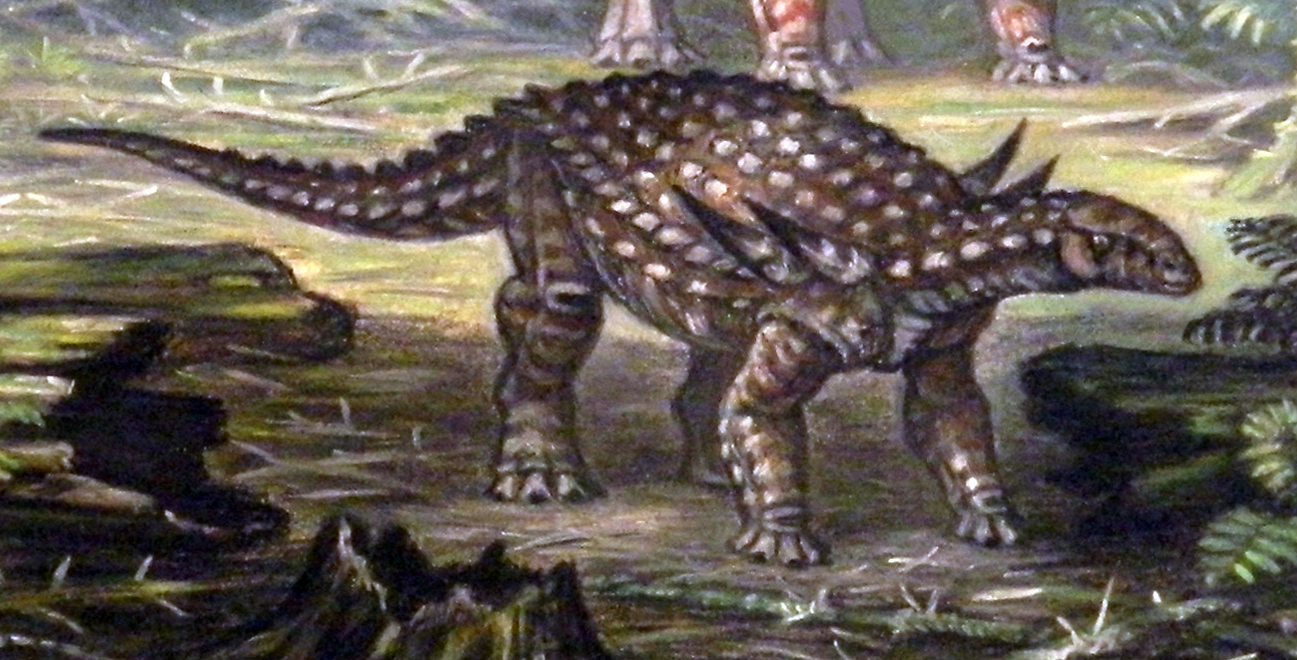
復元図

化石に基づくと、この恐竜の体長は約4 m、頭骨は長さ33 cm、幅25 cmであった。シルヴィサウルスでは骨質の二次口蓋はあまり発達しておらず、後頭骨の基部の隆起は球根状であった。歯骨には少なくとも25本の歯があり、前上顎骨には各々8-9本の歯があった。
後期のノドサウルス科のメンバーではたいていは顎の前方部は歯の無い嘴になっており、顎の前方に歯をもつシルヴィサウルスは比較的原始的な属であることを示す。通常みられる円や多角形の皮骨に加えて、シルヴィサウルスでは肩や尾に骨質の棘が誇示されていたようだ。頭部には広い空気の通り道があり、これを使って大きな声を出し、コミュニケーションを図っていたのかもしれない。

## 分類
上記のようにシルヴィサウルスは比較的な原始的なノドサウルス科のメンバーで、Vickaryous et al. (2004)によればサウロペルタ・エドワルドソルムとパウパウサウルス・カンプベリとともにケダルペルタを底とする系統樹で多分岐（en）を形成している。

## 参照
1. ↑   University of Kansas BIODIVERSITY INSTITUTE & NATURAL HISTORY MUSEUM, “Kansas Designates Silvisaurus Condrayi the Official State Land Fossil,” April 10, 2023, (https://biodiversity.ku.edu/kansas-designates-silvisaurus-condrayi-official-state-land-fossil)
2. ↑  Liggett, Gregory A. (2005-01-01). “A review of the dinosaurs from Kansas”. Transactions of the Kansas Academy of Science 108 (1):  1–14. doi:10.1660/0022-8443(2005)108[0001:AROTDF]2.0.CO;2. ISSN 0022-8443.
3. 1 2  Eaton, T.H., Jr. 1960. "A new armored dinosaur from the Cretaceous of Kansas". The University of Kansas Paleontological Contributions: Vertebrata 8: 1-24.
4. ↑  Palmer, D., ed (1999). The Marshall Illustrated Encyclopedia of Dinosaurs and Prehistoric Animals. London: Marshall Editions. p. 158. ISBN 1-84028-152-9
5. ↑  Vickaryous, Maryanska, and Weishampel 2004. Chapter Seventeen: Ankylosauria. in The Dinosauria (2nd edition), Weishampel, D. B., Dodson, P., and Osmólska, H., editors. University of California Press.,